# Dryckeshorn

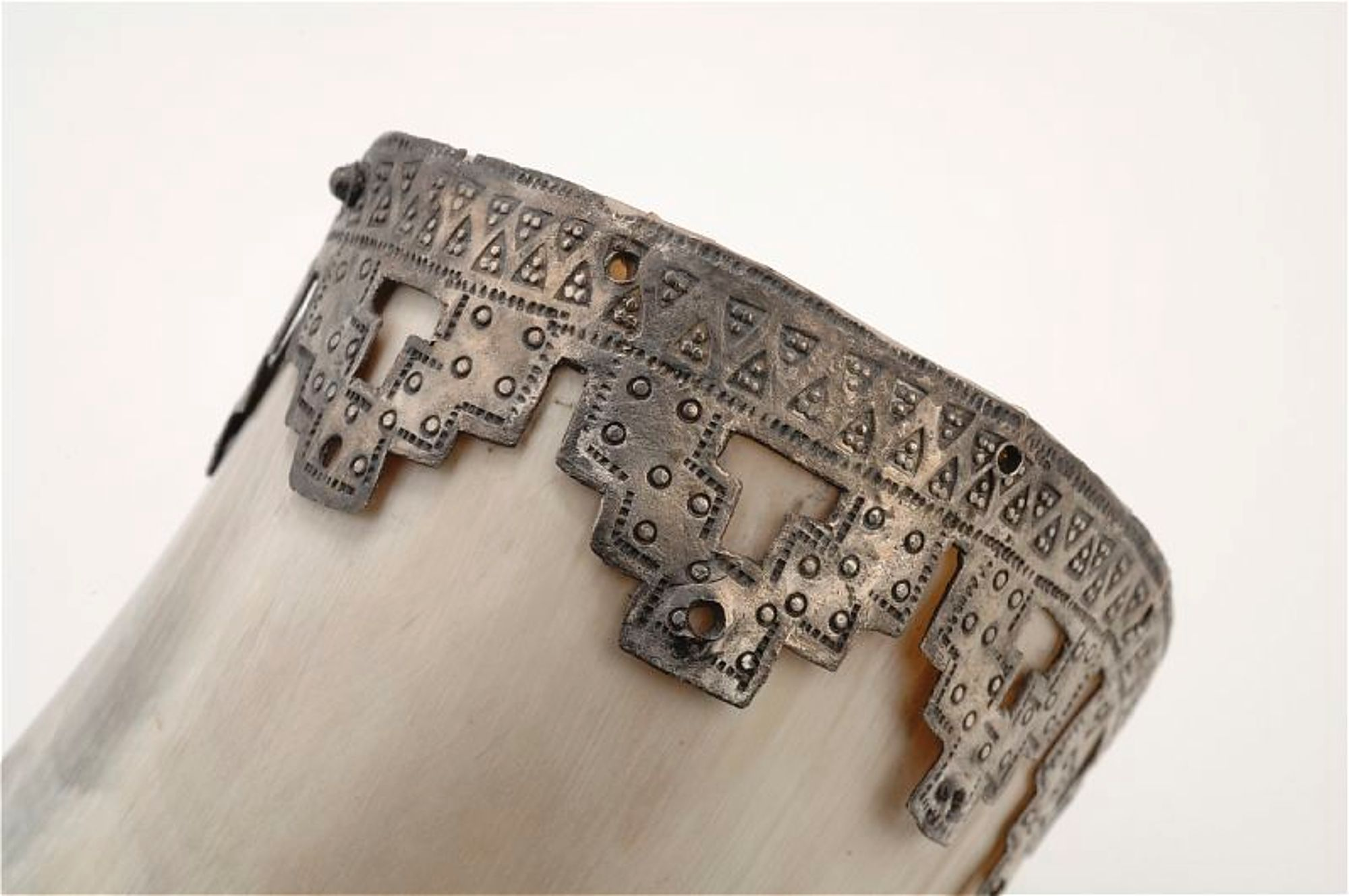
Mynningsbeslag av silver från vikingatiden. Monterat på rekonstruktion av dryckeshorn.

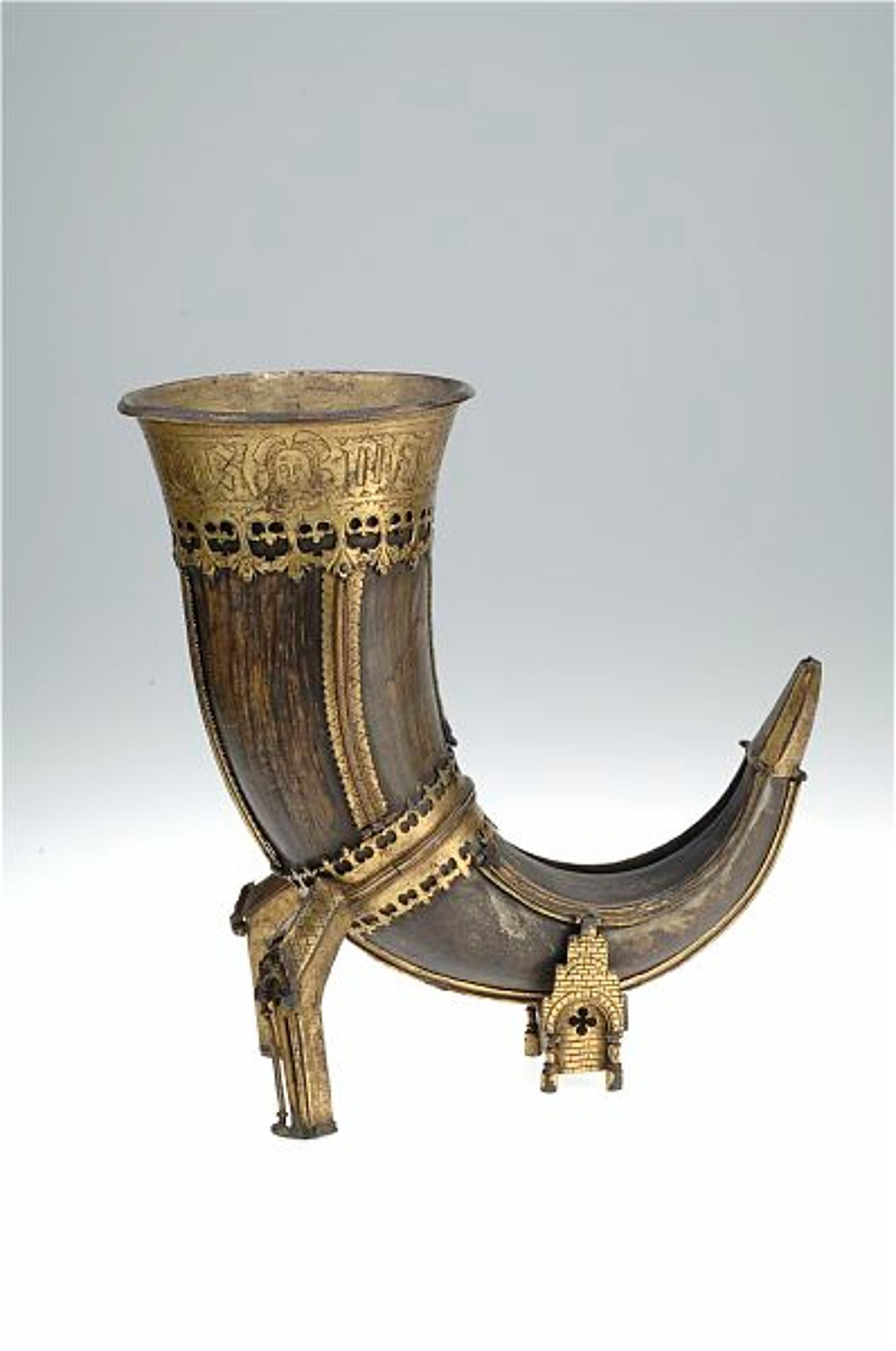
Senmedeltida dryckeshorn, 1350 - 1499.

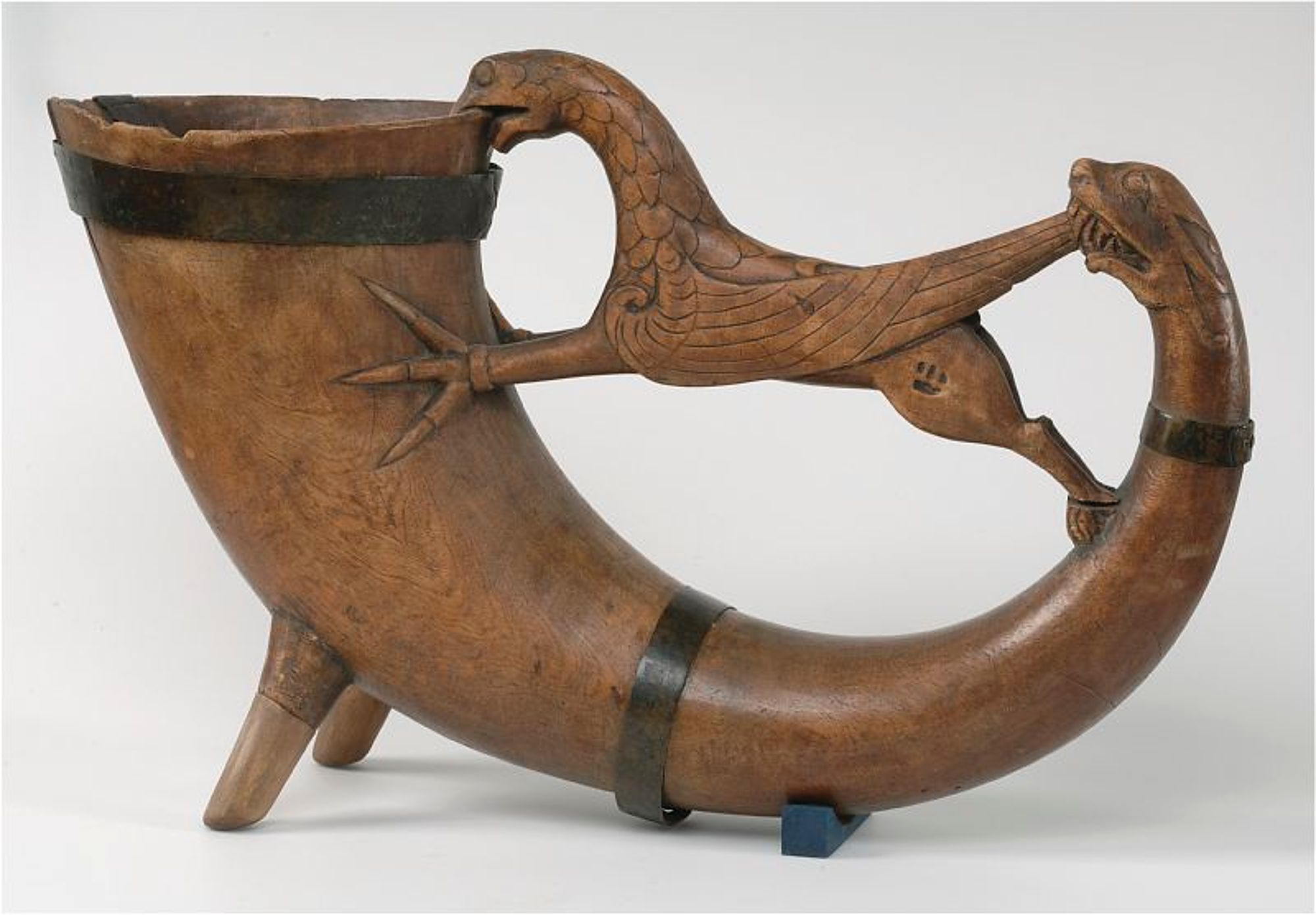
Dryckeshorn av trä med två snidade figurer i form av en drake och en grip, 1250 - 1349.

Ett dryckeshorn är ett dryckeskärl tillverkat av hornet från ett djur, vanligen från nötkreatur. Efter slakten tas höljet av hornämne tillvara och kokas ur för att avlägsna vävnadsrester. Efter kokningen är hornet mjukt och kan jämnas till genom invändig och utvändig skrapning.

## Historik
Att använda horn som dryckeskärl är förmodligen ett mycket gammalt och ursprungligen praktiskt bruk. Från romersk järnålder finns de äldsta nordiska spåren av metallbeslag från dryckeshorn. I Rhentrakten och Belgien tillverkades redan under 200- och 300-talen glaskärl formade som horn. Under järnåldern och medeltiden dekorerades ofta dryckeshornen, endera med beslag i metall eller med i själva hornytan graverad dekor. Även inskrifter med runor eller latinska bokstäver förekom. Enligt Caesar användes dryckeshorn allmänt hos germanerna. I de nordiska sagorna spelar dryckeshornet en viktig roll och har ofta en rituell eller magisk betydelse.
Under den sena vikingatiden minskar dock dryckeshornen i popularitet och försvinner, möjligen i samband med kristendomens införande. Dryckeshornen upplever på 1200-talet en renässans som dryckesbägare bland de högre stånden. Ett av de äldsta beläggen från 1285 då bouppteckningen efter Benedikt i Lund upptar ett dryckeshorn. Under 1300-talet blir de vanligare, Peter Jönsson, kanik i Aarhus och Lund innehade enligt sitt testamente inte mindre än 20 horn. Ofta är dryckeshornen försedda med egennamn. Medeltidens dryckeshorn är ofta försedda med fötter. En variant kallas klo, gamsklo och gripsklo, utformade som en jättelik fågelklo. Under medeltiden tycks dryckeshornen främst ha brukats vid minnesdrickning. Vid gillen tömdes dryckeshorn till treenighetens, Guds, Marias och skyddshelgons ära. Särskilt vanligt var att hornen tillägnades de tre vise männen. Juldrickningen har varit särskilt förknippad med dryckeshornen.
Det var vanligt att dryckeshornen försågs med ättens vapen och många av dem gick i arv som betydelsefulla släktklenoder. Många av de senmedeltida dryckeshornen förbättrades och försågs med silverbeslag under 1500- och 1600-talen. Efterhand minskade dock deras popularitet som dryckesbägare, och de blev rena prydnadspjäser.
Drottning Kristina sände 1647 ett silverhorn i gåva till den ryske tsaren och Karl X Gustaf förärade 1650 ett silverbeslaget elfenbenshorn. Dryckeshorn i glas tillverkades ännu vid Kungsholmens glasbruk.
Under nationalromantiken blev dryckeshorn återigen populära. Utöver dryckeshorn av hornmaterial tillverkades det återigen hornliknande dryckeskärl i andra material, nu särskilt i tenn. Vissa av dessa kärl var dock mest avsedda som dekoration och inte för drickande.
På runstavarna brukade julen, liksom nyåret, utmärkas med två korslagda horn. Mest bekant bland horn av detta slag är Ljungby horn, vilket uppges vara taget från trollen under en jullek. Mycket berömda är också de i Danmark funna Gallehushornen.

## Nutida användning

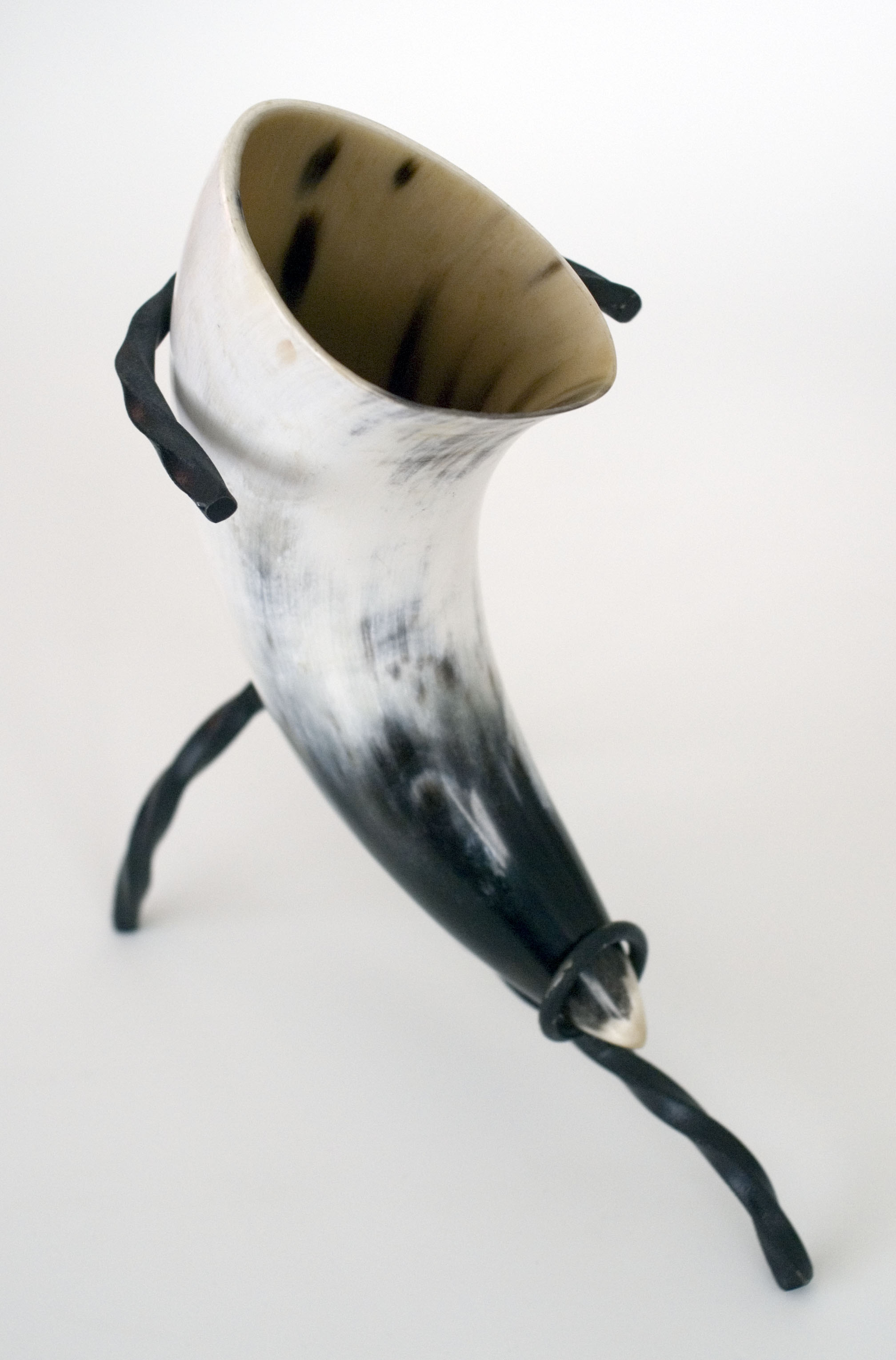
Nutida dryckeshorn i en smidd järnställning.

Användandet av dryckeshorn förekommer i många länder, ofta i folkloristiska och ceremoniella sammanhang.  I Sverige förknippas dryckeshorn mest med vikingatiden och förekommer därför i sammanhang med vikingatema.  Utövare av modern asatro använder ofta dryckeshorn i sina ceremonier.
Inom levande rollspel är det vanligt med dryckeshorn.
Dryckeshorn finns kommersiellt tillgängliga, men inom historiskt återskapande är det vanligt att man själv kokar ur och bereder horn. Urkokningen görs då utomhus, eftersom det luktar mycket illa. För att få bort benlukten och bensmaken från dryckeshorn är en vanlig metod att lägga hornet i te eller öl. För att dryckeshornen inte ska bli bakteriehärdar utan kunna rengöras enkelt poleras de ofta och kan även lackas invändigt. Hornen förses ibland med en ställning så att man kan ställa det ifrån sig utan att ha tömt det. Det är också vanligt att bära sitt dryckeshorn i en hållare av läder i bältet.
Man bör inte dricka mjölkdrycker ur dryckeshorn eftersom ämnen i mjölken löser upp ämnen i hornet och permanent framhäver bensmaken. Man bör även undvika att dricka varma drycker ur lackade horn eftersom de kan lösa upp lacket.

### Dryckeshorn i andra länder
I Tyskland förekommer dryckeshorn ibland i folkloristiska sammanhang.
I Georgien är dryckeshornet en viktig kulturell symbol som kallas khantsi.

### Teknik
När man dricker ur ett horn bör den som dricker - särskilt om hornet är stort - tillse att hornets spets är vänd endera till vänster eller höger (för en högerhänt person är det oftast bekvämast att vända spetsen åt höger). Om spetsen är vänd från den som dricker är risken stor att den som dricker får innehållet över sig.